# Nártouni
Nártouni (Tarsiiformes) představují jeden ze dvou infrařádů haplorhinních primátů. Historicky byli nártouni řazeni do podřádu primátů Prosimii (poloopice) společně se zástupci současných infrařádů Lemuriformes, Lorisiformes a Chiromyiformes, zatímco pro opice, lidoopy a lidi byl vyčleněn podřád vyšší primáti (Anthropoidea). Nicméně na základě molekulárních i anatomických analýz byli nártouni s vyššími primáty sloučeni dohromady coby dva infrařády do podřádu Haplorhini, zatímco pro poloopice bez nártounů byl vytvořen podřád Strepsirhini. Jiný systém vytyčuje pro odlišnosti nártounů tři samostatné podřády primátů: Prosimii, Tarsiiformes a Anthropoidea.
Jedinou žijící čeledí nártounů je čeleď nártounovití (Tarsiidae). Zahrnuje několik druhů menších primátů živících se hmyzem a menšími obratlovci, kteří se vyskytují v jihovýchodní Asii (historicky nártouni obývali i oblasti Eurasie, Severní Ameriky a možná i Afriky). Vyznačují se obrovskýma očima a dlouhými zadními končetinami s podlouhlými chodidly. Celkový zubní vzorec činí I 1/1, C 1/1 P 3/3, M 3/3 = 32 zubů. Ve většině znaků se nártouni podobají poloopicím, uzavřené očnice či chybějící rhinarium jsou zase znaky podobné vyšším primátům. Mnohé znaky jsou navíc typické pouze pro nártouny; z tohoto důvodu je zařazení nártounů do systému částečně problematické.
V rámci infrařádu Tarsiiformes se řadí ještě několik vyhynulých skupin. Do infrařádu Tarsiiformes se obvykle řadí rody Xanthorhysis a Afrotarsius. Omomyoidní primáti jsou obecně považováni za vyhynulé příbuzné nebo dokonce předky žijících nártounů a často jsou klasifikováni v rámci infrařádu Tarsiiformes. Do infrařádu byly někdy zařazeny i další fosilní skupiny, mezi něž patří čeledi Microchoeridae, Carpolestidae a Eosimiidae, ačkoli fosilní nálezy jsou předmětem diskuse. Například carpolestidé bývají často klasifikováni jako součást skupiny Plesiadapiformes, Eosimiidae pak jako bazální vyšší primáti (Simiiformes).